# Juan Ignacio de Iztueta
Juan Ignacio de Iztueta, né le 29 novembre 1767 à Zaldibia et mort à Saint-Sébastien le 18 octobre 1845, est un écrivain, musicologue et historien basque espagnol.
Iztueta fut un pionnier du collectage de musique chantée et dansée du folklore basque et de la littérature en langue basque. Ses Guipuzcoa´ko dantza gogoangarrien kondaira edo historia (« souvenirs de l'histoire des danses du Guipuscoa »), publié en 1824, et le 'Euscaldun Anciña Anciñaco (recueil de « très anciens airs basques »), publié en 1826, ont été des jalons essentiels pour la conservation de la danse basque.
Dans le domaine historique, son Guipuzcoaco provinciaren condaira edo historia  (« Histoire de la province du Guipuscoa »), publié en 1847, brosse un vaste panorama depuis la conquête par les armées romaines jusqu'aux guerres carlistes.

## Biographie
Juan Ignacio de Iztueta Etcheberria est né le 29 novembre 1767 à Zaldibia, au Guipuscoa. Il était le sixième enfant d'une fratrie de douze. Sa scolarité se déroula dans la même ville où il put assister à de grands bals populaires, premier contact avec les dantzariak (danseurs) qui l'inspireront par la suite.
En 1790, à l'âge de 22 ans, il épousa Maria Joaquina de Lizasoain avec qui il eut cinq enfants. Cependant, il était engagé dans diverses entreprises, allant jusqu'à garder des troupeaux de moutons. Le 6 décembre 1801, il se trouva emprisonné après avoir été accusé de vol avec effraction, erreur judiciaire dont il subit l'injustice pendant six années. Entretemps, son épouse mourut en 1802.
Sorti de prison, sous caution, avec l'obligation de ne pas quitter Azpeitia, Iztueta se remaria 9 février 1808, avec Concepción Bengoechea, après avoir été à nouveau incarcéré, cette fois dans la prison de Logroño. C'est à cette époque qu'il écrivit un poème d'amour intitulé Concepcion Kontxesiri, qui signifie « Conception ». Ce poème en dix strophes en langue basque serait devenu très populaire par la suite.
Iztueta put enfin se rendre à Saint-Sébastien, mais aucun document ne permet d'affirmer qu'il y résidait durant le siège de la ville par les troupes britanniques en 1813. Iztueta s'enfuit pour quelque temps à Saint-Jean-de-Luz, en Pays basque français. Son épouse Conception Bengoechea mourut le 28 mars 1815 après avoir donné naissance à trois enfants.
En 1824, Iztueta publia Guipuzcoa´ko dantza gogoangarrien kondaira edo historia (« souvenirs de l'histoire des danses du Guipuscoa »). À propos de cet ouvrage, le rédacteur en chef, Jaime Unzueta déclara qu'« il serait très intéressant d'en avoir une copie, sinon plus, dans chaque village, pour perpétuer les pratiques et traditions anciennes. »
L'auteur transcrit également un ensemble de trente-six danses populaires, qu'il décrit précisément, et dont il parle longuement dans sa correspondance.
Âgé de soixante ans, il se remarie avec la jeune Marie Assomption de Urruzola, qui n'avait que 20 ans. Il obtient également un poste de Gouverneur de la Cour des juges du Guipuscoa, après avoir occupé la charge de surveillant de la Puerta de Tierra (la « porte de la terre ») de la ville.
En 1837, revenant à Zaldibia, il commence à écrire son Guipuzcoaco provinciaren condaira edo historia  (« Histoire de la province du Guipuscoa »), qui est publié deux ans après sa mort.

## Œuvre
Juan Ignacio de Iztueta a réalisé une œuvre littéraire variée en tant qu'auteur de chansons populaires, de satires, de poèmes religieux et patriotiques. Il a également composé deux petits essais, l'un sur une méthode de l'enseignement du castillan, l'autre sur l'origine des noms de famille basque.
Comme historien, il donne une description de la province du Guipuscoa, de sa géographie et de son hydrographie, l'histoire se situe à partir de la conquête romaine jusqu'à la première guerre carliste qui met en évidence l'action du général Zumalacárregui.
Iztueta fait également paraître le premier recueil de chants basques sur un rythme de zortziko, à Saint-Sébastien en 1826, en collaboration avec le musicien Pedro de Albeniz.
La publication de cet ouvrage, l'Euscaldun Anciña Anciñaco (recueil de « très anciens airs basques »), a une importance considérable dans l'histoire de la musique basque. Le titre complet, Euscaldun Anciña Anciñaco ta are lendabicio etorquien Dantza on iritic pozcarri gaitzic gabecoen Soñu gogangarriac bezen itz neurtu edo Versoaquin (soit « les très anciens airs basques sur lesquels s'accompagnent les danses d'une vivacité innocente en usage depuis un temps immémorial avec les paroles qui s'y rapportent »), traduit, selon Denis Laborde, « un pèlerinage aux sources inséparable, ici, d'un travail de monumentalisation ».
Dans la préface de cette collection, l'avertissement d'Iztueta est sévère : « Cette collection ne doit pas être considérée comme un objet de loisir, mais comme un véritable monument national ».
Mais sa plus grande contribution est sans doute le Guipuzcoa´ko dantza gogoangarrien kondaira edo historia, où sont abordées en détail 36 danses de la province. Dès sa jeunesse, Iztueta avait porté un grand intérêt pour la danse et à ce travail il fait usage de son expérience en tant que danseur, professeur de danse et chef d'orchestre. L'ouvrage a connu plusieurs versions, la première n'incorporant pas les mélodies et les paroles qui seront publiées par la suite.
Par son travail, Iztueta vise à préserver la culture populaire à une époque où elle était sous-évaluée par les gens du pays eux-mêmes. Les danses présentées dans ce document sont les suivantes :
1. Gizon dantza (danse des hommes) ;
2. Gazte dantza (danse des jeunes) ;
3. Andre Etxe dantza (danse des femmes au foyer) ;
4. Galaien esku-dantza (danse mains liées) ;
5. Neskatxen esku-dantza (danse des jeunes filles se tenant par la main) ;
6. Edate dantza ;
7. Ezpata dantza (danse des épées) ;
8. Brokel dantza (danse des boucliers) ;
9. Pordon dantza ;
10. Jorrai dantza ;
11. Azeri dantza (danse du renard) ;
12. Bizkai dantza (danse de Biscaye) ;
13. Kuarentako erregala (règle de quarante) ;
14. San Sebastian ;
15. Galantak (danse galante) ;
16. Txatxaka ;
17. Eun dabikoa ;
18. Betronio Txikia (petit betronio) ;
19. Betronio Haundia (grand betronio) ;
20. Azaladere ;
21. Erregela Zarra (ancienne règle) ;
22. Eundabikoa ;
23. Amorea Mergaritatxo (amour de Margarita) ;
24. Erribera ;
25. Punta Motz ;
26. Ondarribia Haundia (grand Fontarrabie) ;
27. Ondarribia Txikia (petit Fontarrabie) ;
28. Napartxo ;
29. Ormatxulo ;
30. Txipiritona ;
31. Erreberentzia (révérence) ;
32. Txakolin ;
33. Mizpirotz ;
34. Graziana ;
35. Dantza ;
36. Billanzikoa.

## Source
- (es) Cet article est partiellement ou en totalité issu de l’article de Wikipédia en espagnol intitulé « Juan Ignacio de Iztueta » (voir la liste des auteurs).
- Notices d'autorité :   - VIAF
  - ISNI
  - BnF (données)
  - IdRef
  - LCCN
  - GND
  - Espagne
  - WorldCat